# Mount Compass
Mount Compass – miejscowość w stanie Australia Południowa położona na półwyspie Fleurieu'ego ok. 50 km na południe od Adelaide.
Nazwa miasta pochodzi z 1840, kiedy to George Gawler zgubił  w tamtych okolicach kompas.